# Petersburger Kampfbund zur Befreiung der Arbeiterklasse
Der Petersburger Kampfbund zur Befreiung der Arbeiterklasse (russisch союз борьбы за освобождение рабочего класса) wurde 1895 von Wladimir Iljitsch Uljanow (Lenin) und seinem damals noch engen Freund Julius Martow gegründet. Es war eine der ersten politischen Arbeiterorganisationen in Russland und einer der Vorläufer der späteren Sozialdemokratischen Arbeiterpartei Russlands (SDAPR).
Die Anführer des Kampfbundes waren Wassili Wassiljewitsch Starkow, Gleb Maximilianowitsch Krschischanowski, Alexander Leontjewitsch Maltschenko, Wladimir Iljitsch Uljanow (Lenin), Pjotr Kusmitsch Saporoschez, Julius Ossipowitsch Martow und Anatoli Alexandrowitsch Wanejew.
Der Kampfbund verfasste revolutionäre Flugschriften und war gerade mit den Vorbereitungen für eine eigene Zeitung, die Rabotscheje Delo (Arbeitersache), befasst, als einige seiner Mitglieder in der Nacht vom 20. auf den 21. Dezember 1895 verhaftet wurden. Später stellte sich heraus, dass ein angeblich marxistisches Mitglied, ein Zahnarzt namens Dr. Michailow, für die russische Polizei gearbeitet hatte. Michailow wurde kurz nach der im Februar 1897 erfolgten Verhaftung der Mitglieder des Kampfbundes ermordet aufgefunden.
Die Verhafteten wurden verurteilt und zum Teil in die Verbannung nach Sibirien geschickt.
Maltschenko wurde 1929 von Stalins politischer Polizei GPU als »Konterrevolutionär« verhaftet und am 18. November 1930 in Moskau erschossen. Daher wurde er auf einem in den 1930er Jahren veröffentlichten Foto wegretuschiert.